# 半岛湖 (新疆)
半岛湖位于中国新疆维吾尔自治区巴音郭楞州且末县南部羌塘高原地区的一座咸水湖。地处昆仑山北坡，湖面海拔4930米，面积约11.8平方公里。湖泊主要依靠东侧发源于昆仑山支脉云雾岭北坡的头道沟河补给，头道沟河全长40.7千米，集水面积250平方千米。